# Marino Stephano
Marino Stephano, właściwie Stéphane Marino (ur. w 1974 roku, zm. 8 września 1999) – belgijski kompozytor muzyki trance.
Działalność muzyczną rozpoczął w 1995 roku. Indywidualny styl artysty szybko został doceniony, jednak utalentowany Belg największy rozgłos osiągnął dzięki utworowi Dream Universe (Marino-S-Pace Mix).
Zginął tragicznie w wypadku samochodowym, gdy jechał nawiązać współpracę z innym znanym producentem muzycznym - Pushem (M.I.K.E.).

## Dyskografia
- Vol. II, 1996
- Don't Stop (DJ Kalpa & Marino Stephano), 1996
- Downhill, 1996
- Eternal Rhapsody, 1997
- But You 1997
- Angel Of Love / Appocalyp's, 1997
- That's The Break (DJ George's & Marino Stephano), 1997
- Vision Control, 1998
- Short Circuit / Up And Down (The Mackenzie Feat. Marino Stephano), 1998
- Happy Love (DJ George's & Marino Stephano), 1998
- The DJ (The Mackenzie Feat. Marino Stephano), 1998
- Feel's, 1998
- Free Time, 1999
- No Respect, 1999

Pośmiertnie:
- Power Trax Vol. 1, 2004
- Classic EP, 2005